# 人生賭けてます
『人生賭けてます』（じんせいかけてます）は、1997年3月1日に発売された川中美幸のシングルである。

## 解説
- 広瀬香美による楽曲提供という異色のコラボレーションが実現。

## 収録曲
- 全曲作詞・作曲：広瀬香美

1. 人生賭けてます
  - 編曲：本間昭光
2. 人生賭けてます（Re-Mix）
  - 編曲：飯田高広
3. 人生賭けてます（オリジナル・カラオケ）